# Румяна (певица)
Румяна е българска попфолк певица.

## Биография и кариера
Румяна Динева Найденова е родена на 12 декември 1965 г. в село Камено, Бургаско. Има две по-големи сестри, които живеят в Бургас. Завършва Музикалното училище в Котел със специалностите „кавал“ и „народно пеене“, свири и на пиано. Известно време работи като учителка по музика в Антоново, Омуртагско. Става солистка в един от държавните фолклорни ансамбли, а след това пее в заведения в Бургас, София и бивша Югославия. За известно време е омъжена за музиканта Руси Андролов, от когото има две деца – Марияна и Илиян.
Румяна е известна и като най-дългокосата певица на Балканския полуостров. Дължината на косата ѝ стига 110 см. Споделя, че я е наследила от баба си. Певицата е ревностна християнка, през целия си житейски път вярва и се стреми към единение с Бога.[източник? (Поискан преди 2 дни)]
В дискографията си Румяна има осем самостоятелни албума, като последният е издаден посмъртно.
На 30 юли 1999 г. певицата загива в тежка автомобилна катастрофа по пътя Бургас – София, близо до сливенското село Блатец.[източник? (Поискан днес)]

## Дискография

### Студийни албуми
- Песни от Странджа (1994)
- Обичам да живея (1995)
- Молитва за обич (1996)
- Само с теб (1997)
- Обичам да живея (1997)
- Вечната обич (1998)
- Хоро се вие (1999)
- Ден след ден (1999)

### Компилации
- Балади (1999)
- Румяна (2001)
- Най-доброто от Румяна (2001)
- Дискография МР3 (2006)

## Филмография
- Румяна – Филм (2000)[4]

## Награди
- 1998 – Награда на зрителите – предаване „Хит коктейл“
- 1998 – Награда на читателите за албума „Вечната обич“ – Годишни награди на сп. „Нов фолк“[6]
- 1999 – Изключителни постижения – Годишни награди на сп. „Нов фолк“[6]
- 2000 – Трето място за видеоклип на годината „Завърни се, море“ – фестивал „Златният мустанг“[6]